# L-cistein:1D-mio-inozitol 2-amino-2-dezoksi-alfa-D-glukopiranozidna ligaza
L-cistein:1-mio-inozitol 2-amino-2-dezoksi-alfa--glukopiranozidna ligaza (EC 6.3.1.13, MshC, MshC ligaza, Cys:GlcN-Ins ligaza, mikotiolna ligaza) je enzim sa sistematskim imenom L-cistein:1-O-(2-amino-2-dezoksi-alfa--glukopiranosil)-1D-mio-inozitol ligaza (formira AMP). Ovaj enzim katalizuje sledeću hemijsku reakciju
1-O-(2-amino-2-dezoksi-alfa--glukopiranozil)-1D-mio-inozitol + L-cistein + ATP {\displaystyle \rightleftharpoons } 1-O-[2-(L-cisteinamido)-2-dezoksi-alfa--glukopiranozil]-1-mio-inozitol + AMP + difosfat
Ovaj enzim je ključan za biosintezu mikotiola.

## Literatura
- Nicholas C. Price; Lewis Stevens (1999). Fundamentals of Enzymology: The Cell and Molecular Biology of Catalytic Proteins (Third изд.). USA: Oxford University Press. ISBN 019850229X.
- Eric J. Toone (2006). Advances in Enzymology and Related Areas of Molecular Biology, Protein Evolution (Volume 75 изд.). Wiley-Interscience. ISBN 0471205036.
- Branden C; Tooze J. Introduction to Protein Structure. New York, NY: Garland Publishing. ISBN 0-8153-2305-0.
- Irwin H. Segel. Enzyme Kinetics: Behavior and Analysis of Rapid Equilibrium and Steady-State Enzyme Systems (Book 44 изд.). Wiley Classics Library. ISBN 0471303097.
- William P. Jencks (1987). Catalysis in Chemistry and Enzymology. Dover Publications. ISBN 0486654605.

## Spoljašnje veze
- L-cysteine:1D-myo-inositol+2-amino-2-deoxy-alpha-D-glucopyranoside+ligase на 